# Joachim Oehlke
Hermann Hans Joachim Oehlke (* 19. Dezember 1936 in Breslau; † 11. Dezember 2022) war ein deutscher Hymenopterologe.

## Leben
Oehlke besuchte die Grundschule in Breslau und Herrnhut. Im Anschluss schloss er eine Ausbildung zum landwirtschaftlichen Facharbeiter erfolgreich ab. Nach seinem Fachabitur startete Oehlke sein Studium der Biologie an der Humboldt-Universität zu Berlin. Ab 1962 arbeitete er als wissenschaftlicher Mitarbeiter im Deutschen Entomologischen Institut (DEI) der Deutschen Akademie der Landwirtschaftswissenschaften in Berlin-Friedrichshagen. 1965 wurde er promoviert zum Doktor der Naturwissenschaften mit dem Thema:  „Die in europäischen Kiefernbuschhornblattwespen (Diprioninae) parasitierenden Ichneumonidae“. Von 1993 bis 2001 war er als Hochschullehrer an der HNEE Eberswalde tätig.